# Rolf Wiggershaus
Rolf Wiggershaus (* 2. Dezember 1944 in Wuppertal) ist ein deutscher Philosoph und Publizist. Wiggershaus ist als Historiker der Frankfurter Schule bekannt geworden. Seine Studie über ihre Geschichte und Bedeutung sowie seine Einführungen über Theodor W. Adorno, Max Horkheimer und Jürgen Habermas gelten als Standardwerke.
Wiggershaus studierte Philosophie, Soziologie und Deutsche Literatur – unter anderem bei Adorno – und promovierte 1974 in Frankfurt am Main bei Jürgen Habermas. Seitdem arbeitet er als Lehrbeauftragter, freier Publizist und Übersetzer. Sein Hauptwerk, Die Frankfurter Schule, wurde 1986 veröffentlicht und in verschiedene Sprachen übersetzt. Mit seiner Frau Renate Wiggershaus lebt er in Kronberg im Taunus. 

## Schriften (Auswahl)
- Zum Begriff der Regel in der Philosophie der Umgangssprache über Wittgenstein, Austin und Searle. Dissertation, Frankfurt am Main 1974.
- Die Frankfurter Schule. Geschichte, Theoretische Entwicklung, Politische Bedeutung. 2. Auflage, Hanser, München/Wien 1987, ISBN 978-3-446-13132-3.
- Max Horkheimer zur Einführung. Junius, Hamburg 1998, ISBN 978-3-88506-977-5.
- Wittgenstein und Adorno. Zwei Spielarten modernen Philosophierens. Wallstein, Göttingen 2000, ISBN 	978-3-89244-429-9.
- Jürgen Habermas. Rowohlt, Reinbek bei Hamburg 2004, ISBN 3-499-50644-0 (rowohlts monographien).
- Theodor W. Adorno. 3., überarbeitete und erweiterte Auflage, Beck. München 2006, ISBN 978-3-406-54121-6.
- Die Frankfurter Schule. Rowohlt, Reinbek bei Hamburg 2010, ISBN 978-3-499-50713-7 (rowohlts monographien).
- Max Horkheimer: Unternehmer in Sachen ‚kritische Theorie‘, Fischer Taschenbuch, Frankfurt am Main, 2013, ISBN 978-3-596-19574-9.